# شعاع الدعم الآلي
تُعدّ خوارزمية آلة المتجه الداعم أو آلة دعم المتجه (بالإنجليزية: Support vector machine)‏ واحدة من خوارزميات تعلّم الآلة المراقب (تكون هنا البيانات مصنفة أو مرمزة)، وتُستخدم هذه الخوارزمية لتحليل البيانات من أجل تصنيفها تصنيفًا إحصائيًا أو تحليل الإنحدارلها. تبدأ الخوارزمية إنطلاقًا من البيانات المصنّفة (المرمزة)، وغالبًا ما يكون الترميز باستخدام صفين فقط، فإما أن تنتمي البيانات إلى الصف الأول (س) أو إلى الصف الثاني (ع). بعد ذلك تبدأ عملية التدريب التي تهدف إلى إيجاد إطار الخطي (مستوي مثلًا) يقوم بفصل البيانات بأفضل طريقة ممكنة، بحيث تكون البيانات (س) على طرف المستوي والبيانات (ع) على الطرف الآخر.
بمعنى آخر، عندما تُرسم هذه البيانات على محاور الخصائص، تعمل الخوارزمية على إيجاد أفضل إطار الخطي للفصل بين خصائص كلٍ من الصفيّن (س) و (ع) بحيث تكون المسافة بينهما أكبر ما يُمكن. ثم تتم عملية التدريب بحيث يُصَنَّف جزء آخر من البيانات تبعًا للإطار الخطي الذي وُجد في عملية التدريب السابقة.
بجانب قدرة خوارزمية آلة المتجهات الداعمة على إيجاد الأُطر الخطيّة، فهي تتمكن أيضًا من إيجاد أُطرغير خطية عن طريق تطبيق خدعة المصفوفة. تُعد هذه الخوارزمية من أشهر طرق التصنيف الآلي لتعلم الآلة، وهي تعتمد على إيجاد إطار خطي (منحني أو مستوي فائق)، بحيث يفصل البيانات المدخلة عن بعضها البعض، ويتميز باستخدامه في تصنيف المسائل ذات الصفوف (الفئات) الثنائية: مثلًا نُعطي (1) للعينات الإيجابية و (-1) للعينات السلبية. على سبيل المثال: لتصنيف عينات بيانات مرضى تخص مرض الإيدز، إذا كان المخرج (1) يعني أن الشخص مصاب بمرض الإيدز، وإذا كان المخرج (-1) يعني أن الشخص غير مصاب بمرض الإيدز.

## التعريف
تقوم هذه الخوارزمية بإيجاد إطار ما، خطي أو غير خطي، سطح أو مجموعة أسطح في بعد آخر يختلف طوله عن طول متجه الخصائص. تُحدد دقة الخوارزمية بقدرتها على الفصل بين الصفين (الفئتين) بحيث تكون أقرب عينة من كلا الصفين أبعد ما يكون عن بعضهما البعض وهو ما يسمى بالحافة، وبصفة عامة كلما زادت الحافة أو هامش الفصل، كلما قل الخطأ في حالة التعميم لجزء البيانات الغير خاص بمرحلة التدريب.
بالرغم مما تبدو عليه المشكلة من سهولة، إلا أنه في أغلب الأحيان لا يمكن الفصل بين الصفين خطياً، وحينها نلجأ لتحويل محاور متجهات الخصائص لبعد أعلى بحيث يُفْصَل بينهم بسطح. ويراعى في هذا المنظور العبء الحسابى فيتم حساب الضرب القياسى للمتجهات بواسطة دالة المصفوفة، حيث يكون السطح الفاصل معرف بمجموعة من النقاط نتاج ضربهم القياسى مع متجه في الإحداثيات الجديدة (ذات البعد الأعلى) تكون ثابتة.

## التاريخ
في عام 1963، اخترع العالمان فلاديمير فابنك وأليكسى شيرفونينكيز خوارزمية آلة المتجهات الداعمة. أما الخوارزمية المستخدمة حاليا (الهامش المرن) فقد طرحها كورينا كورتز وفابنك على 1993 ونُشرت عام 1995.

## الأهمية
إن عملية تصنيف البيانات تعد من أكثر عمليات تعلّم الآلة انتشارًا. بوجود نقاط البيانات التي تنتمى لصف من اثنين، يكون الهدف هو تصنيف نقطة جديدة وتحديد لأىٍ من الصفين تنتمى. يُنظر لنقطة البيان على أنها متجه له عدد معيّن وليكن (ج) من الخصائص، وإذا تم الفصل بسطح بُعده ينقص عن ج بواحد يكون التصنيف خطيًا، ويكون غير خطيًا ما عدا ذلك. في حالة توافر أكثر من طريقة فصل بين الصفين، فإنّه يتم اختيار الطريقة التي تضمن هامش أوسع بين أقرب نقطتين من صفين مختلفين وهو ما يسمى بالمستوي ذو الهامش الأكبر.

## طریقة عمل آلات المتجهات الداعمة الخطية
تكون المعطيات مجموعة من النقاط (س) وعددها (ن) ويكون متجه خصائصها طوله (ج). لدينا أيضًا المتجه (ص) بطول (ن) الذي يحوي الترميز، فكل قيمة فيه تكون إما واحد (منتمي لفئة معنية) أو سالب واحد (غير منتمي لها). يكمن هدف الخوارزمية في إيجاد المستوي الذي يفصل بين الصفين (المرمزة 1 وعكسها وتكون مرمزة 1-) مع وجود أكبر وأوسع هامش بين الفصيلتين. العينات من البيانات التي تقع على هذا الهامش تسمى بمتجهات الدعم التي تحقق المعادلة:
س . ف – ب =0
وتمثل علامة النقطة (.) الضرب القياسي للمتجهات، ويمثل ب/‖ف‖ مقدار إزاحة المستوى الفاصل عن نقطة الأصل باتجاه المتجه (ف) العمودي على هذا المستوي. أما مقدار الهامش فيكون 2/‖ف‖ وتهدف الخوارزمية لتقليل المتجه (ف) بحيث تزيد قيمة هامش (حافة)الفصل.
تخضع العينات الإيجابية (المنتمية للنوعية) للمعادلة س . ف – ب ≥ 1، أما العينات السلبية فتخضع للمعادلة س . ف – ب ≤ 1-.
وبإعادة تنسيق المعادلات نصل إلى مشكلة الأمثلة 
وتصبح إيجاد أقل‖ف‖^2/2 خاضعة لشرط

ص ك (س ك . ف – ب) ≥ 1 لكل قيم ك ما بين 1 و ن. 

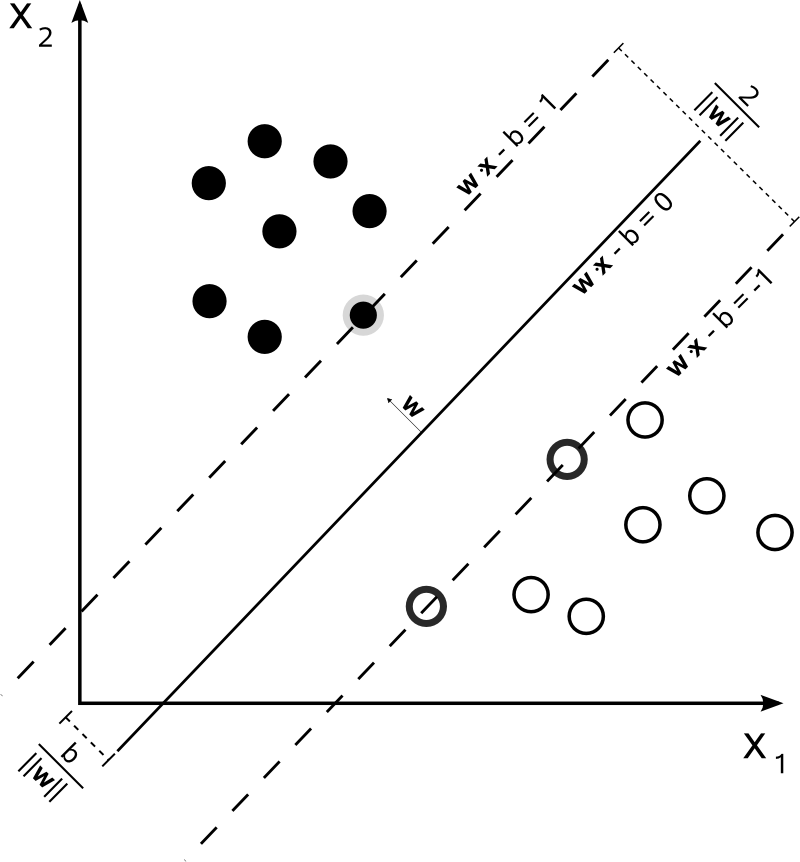
شعاع الدعم الآلي يفصل بين عينات من فئتين

## طریقة عمل آلات المتجهات الداعمة اللاخطية
في عام 1992 اقترح برنارد بوسر، ايزابيل جيون، وفلاديمير فابنك طريقة لخلق خوارزمية التصنيف غير الخطى بتطبيق خدعة المصفوفة (المُقتَر من قِبَل إيزارمان وآخرون). الخوارزمية النهائية تكون شبيه بالخطى مع استبدال كل عملية ضرب قياسى بمصفوفة لا خطية، وبذلك تقوم الخوارزمية بإيجاد المستوى ذو الهامش الأقصى في إحداثيات الخصائص بعد تحويلها.
و من أشهر تلك المصفوفات:

- متعددة الحدود المتجانسة: ع (س ك، س ل) = (س ك . س ل )^ز

- متعددة الحدود الغير متجانسة: ع (س ك، س ل) = (س ك . س ل +1 )^ز

- دالة جاوس المعتمدة قيمتها على البعد من نقطة الأصل: ع (س ك، س ل) =ه(-γ || س ك- س ل ||^2) ، حيث تكون γ > 0
حيث ع هي دالة المصفوفة

## آلات المتجهات الداعمة الخطية ذات الهامش المرن
في عام 1995، اقترح كورينا كورتز وفلاديمير فابنك خوارزمية معدِلة لفكرة الهامش الأقصى مع السماح بوجود عينات يتم ترميزها برمز خاطئ. إذا تعذر وجود مستوى يفصل بين العينات الموجبة والسالبة، تقوم فكرة الهامش المرن على إيجاد مستوى يفصل بين نوعى العينتين بأقل خطأ ممكن بحيث تتواجد (تُرمز) أقل عدد من العينات برمز خاطئ.
و تصبح مشكلة الأمثلة هي إيجاد 

أقل ‖ف‖^2/2 + دك∑ * ط لكل قيم ك ما بين 1 ون

و تكون خاضعة ً لشرط ص ك (س ك . ف – ب) ≥ 1- دك لكل قيم ك ما بين 1 ون، حيث تحدد المتغيرات دك الغير سالبة درجة خطأ التمييز للعينة س ك.

## وصلات خارج ويكي
- من أشهر المكتبات التطبيقة لشعاع الدعم الآلي، تضم تطبيقات في العديد من لغات البرمجة libsvm